# Raad-1
Raad-1 (перс. رعد-1‎, Гром-1) — иранская 122-мм самоходная гаубица.

## История создания
В мае 1996 года Иран объявил о создании новой самоходной гаубицы собственной военной промышленностью. Самоходная гаубица получила обозначение Raad-1. К 2002 году испытания гаубицы были закончены и система была поставлена на массовое производство.

## Описание конструкции
САУ Raad-1 представляет собой модификацию советской самоходной гаубицы 2С1 «Гвоздика». Боевое отделение САУ 2С1 установлено на шасси боевой машины пехоты Boragh, представляющей собой лицензионную копию китайской БМП «Тип 86», являющаяся, в свою очередь, копией советской боевой машины пехоты БМП-1. Машина способна преодолевать водные преграды вплавь. Для движения по воде используется движение гусеничных лент. В состав экипажа входят четыре человека: командир, заряжающий, наводчик и механик-водитель.
Основным вооружением САУ 2С1 является 122-мм гаубица HM51L, представляющая лицензионную копию советской 2А31. Орудие полностью унифицировано по баллистическим характеристикам и используемым боеприпасам со 122-мм буксируемой гаубицей Д-30. Гаубица оборудована полуавтоматическим механизмом заряжания и обеспечивает максимальную скорострельность в 4—5 выстрелов в минуту. В боекомплект входят все выстрелы, применяемые гаубицей 2А31. Кроме HM51L, в САУ может устанавливаться гаубица HM51, в конструкцию которой иранским военно-промышленным комплексом были внедрены улучшения.

## Операторы
- Иран — некоторое количество Raad-1, по состоянию на 2012 год[3]